# Tranvia Casalmaggiore-Ponte Majocche
La tranvia Casalmaggiore-Ponte Majocche era una diramazione tranviaria realizzata come prolungamento della linea da Cremona che collegava Casalmaggiore alla stazione tranviaria di Ponte Majocche, posta sulla linea Mantova-Viadana.
La vocazione intermodale di tale relazione tranviaria era accentuata dalla presenza di un raccordo che consentiva l'interscambio delle merci con il traffico di chiatte fluviali in navigazione lungo il Po.

## Storia
La tranvia Mantova-Viadana, completata nel 1887, transitava per un breve tratto in territorio cremonese presso la località Ponte Majocche di Casalmaggiore. Nella concessione della Cremona-Casalmaggiore fu quindi prevista la possibilità di costruire un raccordo che congiungesse le due linee extraurbane allo scopo di favorire il trasporto cumulativo di merci fra le due reti provinciali.
La concessione per la costruzione e l'esercizio della tranvia fu riconosciuta alla ditta che aveva ottenuto quella della linea principale, la società dell'Ingegner Giovan Battista Biglia di Torino. Come nel caso del raccordo fra Ca' de Soresini e San Giovanni in Croce al concessionario fu permesso l'esercizio a trazione animale e l'impiego di vetture leggere.
La linea fu aperta il 29 agosto 1888. Negli anni successivi, l'esercizio fu svolto da tram a vapore.
Lungo il suo arco di vita la tranvia fu caratterizzata da un movimento viaggiatori a carattere stagionale, soddisfatto da un servizio autonomo e distinto da quello della tranvia per Cremona. Il traffico merci fu invece intenso e regolare.
Il 26 giugno 1930 fu attivata la variante di tracciato che utilizzava la strada di circonvallazione di Casalmaggiore anziché le strade interne della cittadina casalasca. Nei mesi successivi il traffico viaggiatori subì un vistoso calo che convinse la Tramvie Provinciali Cremonesi (TPC) a sopprimere il servizio tranviario a partire dal 1º settembre 1931. Da quella data fu attivata un'autolinea gestita dall'impresa Bonaglia.
Il traffico merci si mantenne costante fino all'ottobre del 1933, quando la soppressione del servizio sulle linee tranviarie mantovane, compresa la Mantova-Viadana, abbassò notevolmente l'attività. Il servizio fu definitivamente sospeso il 1º luglio 1934. Prima di essere definitivamente disarmata, la tranvia fu utilizzata nei mesi successivi dalla TPC per il trasporto dell'armamento proveniente dalle linee mantovane.

## Caratteristiche
La linea era una tranvia a binario unico, lunga 6,18 km con scartamento standard di 1.445 mm.

### Percorso
|  | Unused urban continuation backward | Continuation backward |

|  | Unknown route-map component "uexBHF" | Station on track |

|  | Unknown route-map component "uexABZgl" | Unknown route-map component "emABZgr" |

| Unknown route-map component "uexSTR+l" | Unknown route-map component "uexABZgr" | Straight track |

| Unknown route-map component "uexHST" | Unused straight waterway | Straight track |

| Unknown route-map component "uexHST" | Unused straight waterway | Straight track |

| Unknown route-map component "CONTgq" | Unused waterway under railway bridge | Unused waterway under railway bridge | One way rightward |  |

| Unknown route-map component "uexKDSTaq" | Unknown route-map component "uexABZgr" | Unused straight waterway |  |  |

| Unknown route-map component "uexSTRl" | Unknown route-map component "uexABZg+r" |  |

| Unknown route-map component "uexBHF" |

| Unknown route-map component "uexBHF" |

| Unknown route-map component "uexHST" |

| Unknown route-map component "uexCONTgq" | Unknown route-map component "uexABZg+r" |  |

| Unknown route-map component "uexBHF" |

| Unused urban continuation forward |

La linea partiva dal capolinea di Casalmaggiore, posto nel triangolo formato dalle strade poi denominate via della Repubblica, via Petőfi e via Matteotti e si immetteva lungo via Cavour.
La tranvia percorreva in sede promiscua la strada che portava a piazza Garibaldi, presso la quale era posta una fermata, dopodiché si immetteva lungo le vie Azzio Porzio, Case Sparse Casalmaggiore ed Enrico Fermi.
Sottopassata la ferrovia ferrovia Brescia-Parma, presso l'oratorio della Madonna del Porotto si diramava un raccordo lungo 477 metri verso l'argine del Po, consentendo il carico della ghiaia e l'interscambio delle merci con le chiatte fluviali.
Il binario percorreva poi la strada statale 358 di Castelnovo attraversando l'abitato della frazione di Vicomoscano. All'altezza della località Staffolo, la linea entrava nell'omonima strada e quindi proseguiva lungo via Case Sparse Vicomoscano.
La tranvia Mantova-Viadana percorreva invece via Case Sparse Quattrocase, per cui presso l'incrocio fra le due strade, in località Ponte Majocche, era posta la stazione di incrocio fra le due linee tranviarie.
Il tracciato aperto nel 1930 permetteva al tram di evitare l'attraversamento del centro abitato casalasco. La linea percorreva quindi via Beduschi, tornando sul vecchio percorso all'altezza di via Enrico Fermi.

### Stazione di Ponte Majocche
Gli impianti dello scalo furono studiati per ridurre al minimo l'occupazione delle strade provinciali e per favorire nello stesso tempo l'interscambio fra le due linee tranviarie.
La stazione era dotata di un fabbricato viaggiatori, di una rimessa locomotive e di un magazzino merci con piano caricatore. Il piazzale era composto da due binari e da un'asta di manovra per il ricovero dei convogli dedicati al trasporto cumulativo di merci. I due binari corrispondevano a quelli di corretto tracciato delle rispettive tranvie, per cui lo scalo permetteva la sosta di due soli convogli: quello proveniente da Casalmaggiore e quello della linea mantovana. La stazione non poteva quindi essere impiegata per gli incroci dei tram appartenenti alla Mantova-Viadana.
Stando alla convenzione stipulata dai concessionari delle due tranvie, stipulata nel 1899, la gestione della circolazione era affidata ad un capostazione dipendente dalle linee mantovane, il quale era coadiuvato nella sua attività da un secondo, dipendente da quelle cremonesi. Le disposizioni d'esercizio, al fine di evitare malintesi, erano affidate esclusivamente alla direzione della linea mantovana.
Con la soppressione del servizio viaggiatori sulla linea per Casalmaggiore, avvenuta nel 1931, la Tramvie Provinciali Cremonesi ritirò il proprio capostazione. L'anno seguente fu la Tramvie Provinciali Mantovane a ritirare il proprio dirigente, quando decise di disabilitare l'impianto tramutandolo in semplice fermata. Da quel momento fino al disarmo totale dell'impianto, avvenuto nel 1934 come conseguenza della chiusura delle linee mantovane, lo scalo fu presidiato ad orari fissi da un manovale. Dell'infrastruttura non rimane traccia, oggi è presente una trattoria anch'essa chiusa.

## Materiale rotabile
Sulla linea di Ponte Majocche venne impiegato dalla TPC materiale rimorchiato e di trazione del parco sociale banalizzato rispetto a quello utilizzato sull'intera rete della provincia.